# NGC 694
NGC 694 é uma galáxia lenticular (S0) localizada na direcção da constelação de Aries. Possui uma declinação de +21° 59' 49" e uma ascensão recta de 1 horas, 50 minutos e 58,4 segundos.
A galáxia NGC 694 foi descoberta em 2 de Dezembro de 1861 por Heinrich Louis d'Arrest.